# ゲームボーイミクロ

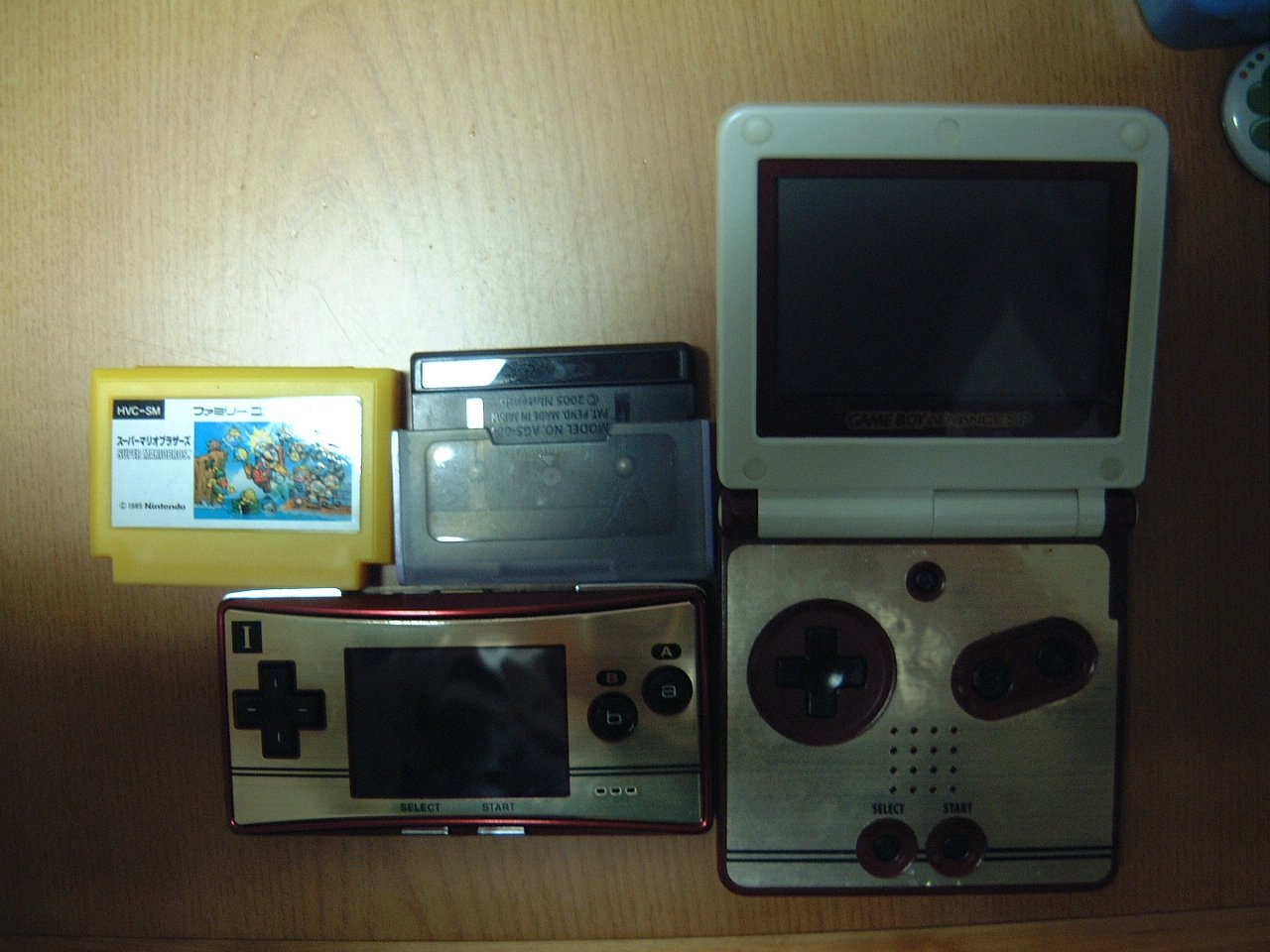
ゲームボーイミクロとゲームボーイアドバンスSPおよびソフト類

ゲームボーイミクロ（GAME BOY micro）は、任天堂が発売した携帯型ゲーム機である。ゲームボーイアドバンス専用ソフトウェアのみを動作させることができる。ゲームボーイの名を冠したゲームボーイシリーズの中で、最後に発売されたゲーム機である。略称は「GBm」。
2005年5月18日のE3で発表された。日本では2005年9月13日が『スーパーマリオブラザーズ』の発売からちょうど20周年であり、これを記念して同日に発売を開始した。またアメリカでは同年9月19日、中国では同年10月1日、オーストラリアでは同年11月3日、ヨーロッパでは同年11月4日に発売された。
歴代の任天堂の携帯型ゲーム機において、本体サイズは本機種が一番小さい。ゲームボーイアドバンスに比べて小型化・軽量化されたことにより画面が小さくなったが、バックライトの搭載や解像度の上昇により視認性は向上した。しかし前年に、ゲームボーイアドバンスのソフトも動作する他機種「ニンテンドーDS」が発売されたことや、ゲームボーイ・ゲームボーイカラーとの互換性がないこともあり、ゲームボーイアドバンスやゲームボーイアドバンスSPほど売上は振るわなかったが、本体の小ささなど特徴のある機種だった。
ゲームボーイアドバンス、ゲームボーイアドバンスSPと共に生産終了し、2012年には公式修理サポートも終了した。

## ハードウェア
公式ページも参照。

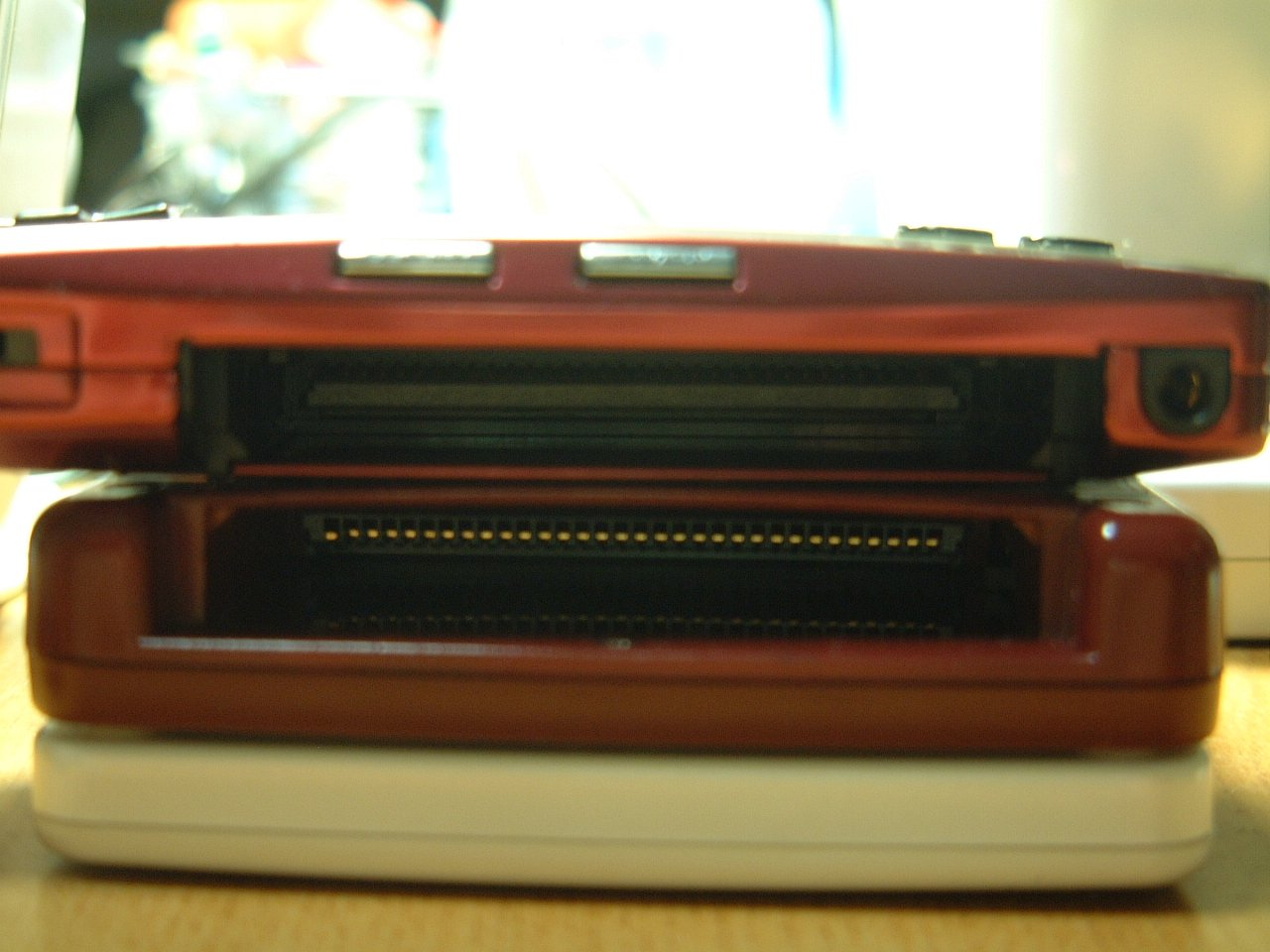
ゲームボーイミクロ（上）とゲームボーイアドバンスSPのスロット比較。ミクロの方には突起がある。

同社のゲームボーイアドバンスを、ボタンのレイアウトをほぼ同一のまま小型、軽量化した物である。筐体の素材にはアルミニウムを採用している。カートリッジスロットはプレイヤーから見て手前側、やや右手側寄りにある。本体前面は取り外し可能なフェイスプレートとなっている。
液晶ディスプレイは、ゲームボーイアドバンスSP（以下、SP）のフロントライトからバックライトに変わったため、旧機種に比べ画面が非常に明るくなり、発色が良くなった。だが本体を小さくし携帯性を高めた分、画面のサイズも小さくなっている。
プロセッサなどの内部構造はゲームボーイアドバンスSPと同等と発表されている。ただし、先に発売されたニンテンドーDSと同様に動作するソフトはゲームボーイアドバンス専用ソフトのみで、ニンテンドーDSと同様、歴代ゲームボーイシリーズにあったZ80系のプロセッサは搭載せず、ゲームボーイ専用カートリッジ・ゲームボーイ&カラー共通カートリッジ・ゲームボーイカラー専用カートリッジは動作しない。間違えて差し込まないように突起を付け、ゲームボーイシリーズのカートリッジを物理的に挿入できないようにしている。なお、SPでは搭載されていなかったヘッドホン端子が標準装備されている。そのため、ゲームボーイアドバンス専用のソフトや、GBミクロと旧GBAでは挙動が異なるソフトも存在する。
また、専用ACアダプタと、本体用ポーチが付属している。ACアダプタや後述する通信ケーブルなどの周辺機器は全て同じコネクタを使用するため、いずれか1つしか使用できない。

### 仕様
詳細は公式ページを参照。
- サイズ: 幅101mm、奥行き50mm、厚さ17.2mm
- 重量: 80グラム

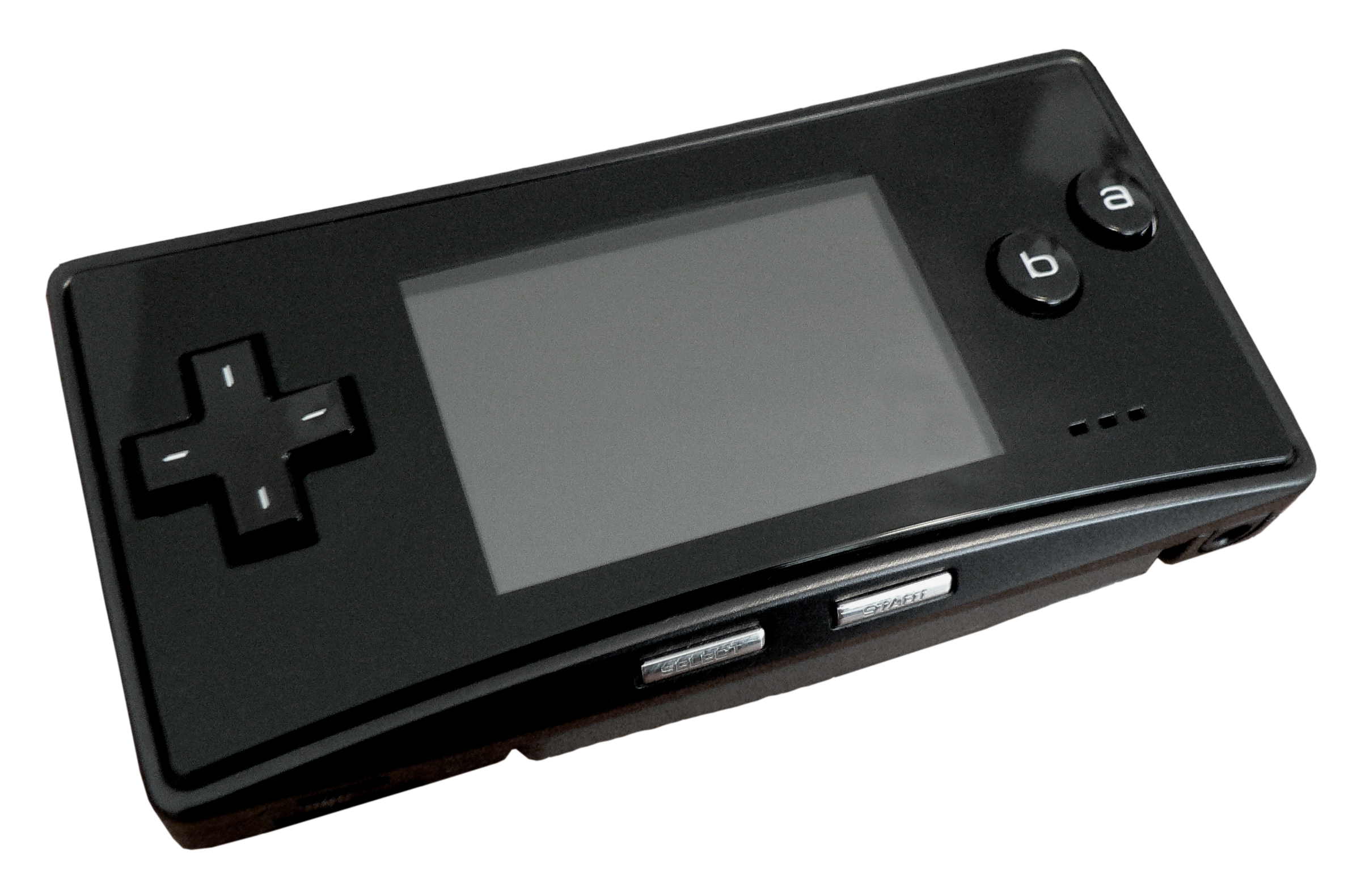
画面: 2.0インチTFTカラー液晶ディスプレイ、バックライト付き（明るさを5段階で調整可能）
- 電源: 内蔵リチウムイオン二次電池（約2.5時間の充電で6～10時間使用可能）
- 端子: 独自形状コネクタ（通信、充電用）×1、φ3.5mmステレオミニプラグジャック×1

## バリエーション
型番はOXY-001。
オリジナルカラー
シルバー（2005年9月13日 - ）
ブラック（2005年9月13日 - ）
ブルー（2005年9月13日 - ）
パープル（2005年9月13日 - ）
ファミコンバージョン（2005年9月13日 - ） - ファミコンのコントローラを模した「ファミコンカラー」であり、スーパーマリオ20周年のロゴが入っている。
- ブラック

### 限定品
限定品モデル
ポケモンバージョン（ポケモンセンター限定・2005年11月17日発売）
天野喜孝デザインGBミクロFFモデル（『ファイナルファンタジーIV アドバンス』同梱・2005年12月15日発売）
『MOTHER3』特製ゲームボーイミクロ（『MOTHER3 DELUXE BOX』同梱・2006年4月20日発売）
非売品モデル
コロコロコミック限定モデル
タワーレコード限定モデル

### 海外限定販売
海外モデル
ピンク
グリーン
ブルー - 日本発売のものよりも濃い色

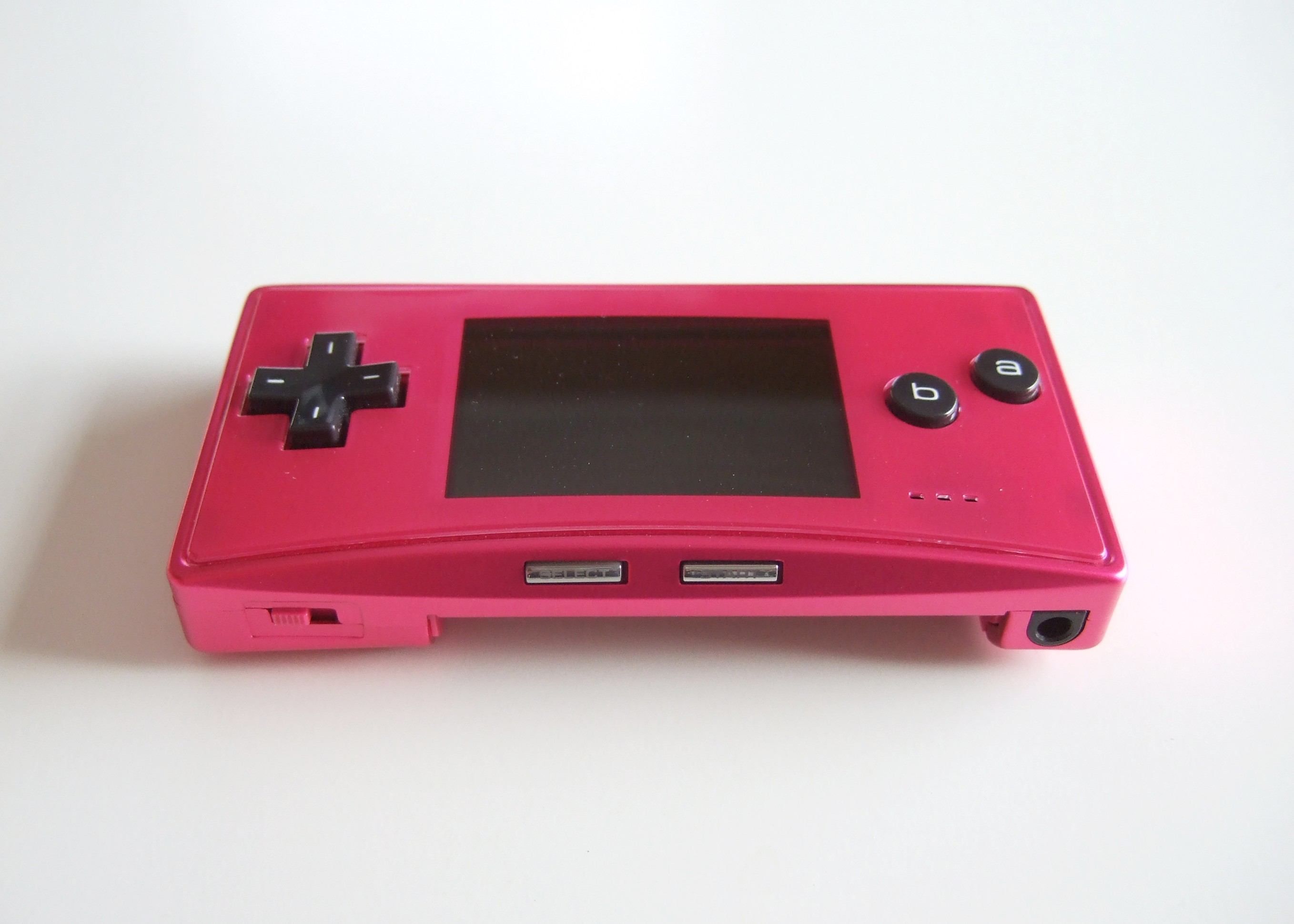
ピンク
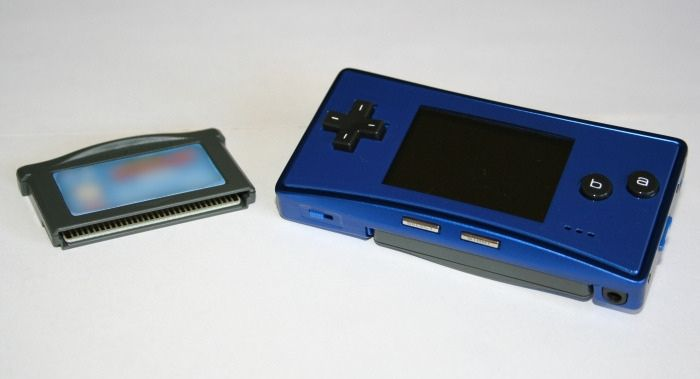
ブルー

### フェイスプレート

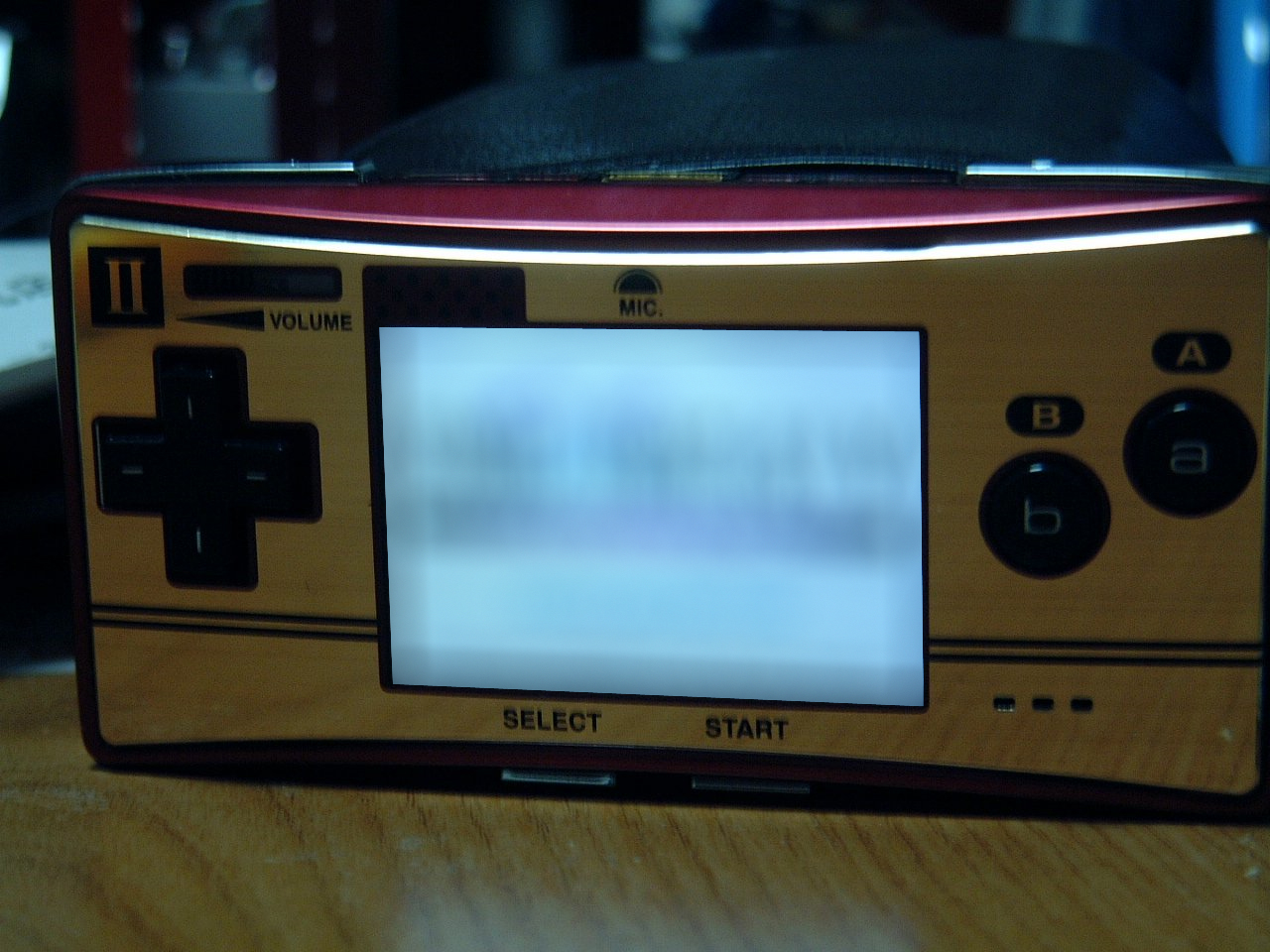
ゲームボーイミクロファミコンIIコンフェイスプレート装着図

フェイスプレートを別のものと交換して、独自の外観に変更することが可能である。E3での本体発表時には参考出品として数種類のプレートが公開され、また本体発売前には多くのバリエーションが発表されており、1枚1,000円という価格まで決まっていた。しかし本体の売上が不振なこともあり、本機のCMに出演した妻夫木聡や木村カエラや宮藤官九郎や他企業がデザインをした100枚以上のコラボレーションフェイスプレートも公開されたがこれらは非売品で、最終的に存在したのは以下の2種類のみだった。
- ファミコンIIコンバージョン（クラブニンテンドープレゼント限定品）
- 『スーパーロボット大戦J』バージョン（『スーパーロボット大戦J』キャンペーンの景品）

## 周辺機器

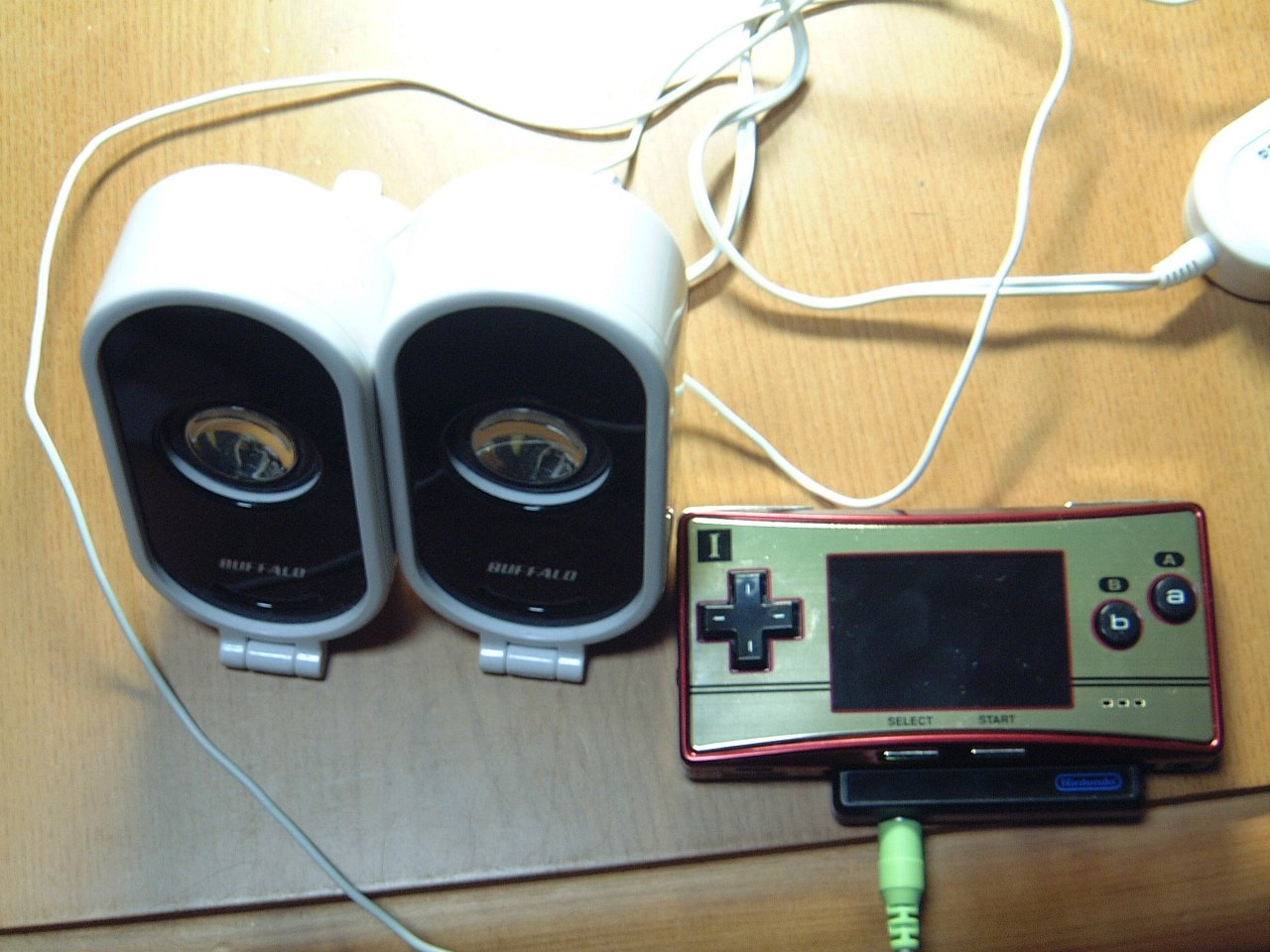
PLAY-YANとゲームボーイミクロを接続した例

以下のリストはゲームボーイミクロ用として発売されているもの。その他、プレイやんなども使用可能。ただし、外部拡張コネクタの形状が従来と異なるため、従来の機種との通信には、変換コネクタが必要になる。
本機は携帯性の高さからPLAY-YAN microと組み合わせることで、ゲーム用ではなくiPodのようなデジタルオーディオプレーヤーとして使用することもできる。
型番の「OXY」は、ゲームボーイミクロのコードネームである「OXYGEN（オキシゲン）」の略。
| 型番    | 名称                                      | 価格    | 備考                                                                                       |
| ------- | ----------------------------------------- | ------- | ------------------------------------------------------------------------------------------ |
| OXY-002 | ACアダプタ                                | 1,750円 | 本体付属。                                                                                 |
| OXY-003 | バッテリーパック                          |         | 本体内蔵。                                                                                 |
| OXY-004 | ゲームボーイミクロ専用 ワイヤレスアダプタ | 2,000円 | 従来品のAGB-015と形状が異なるが、通信は可能。                                              |
| OXY-005 | フェイスプレート                          | 非売品  | 着せ替え用アイテム。特典として入手可能だった。                                             |
| OXY-006 | フェイスプレートイジェクタ                | 非売品  | フェイスプレートを取り外す器具。                                                           |
| OXY-007 | 専用ポーチ                                |         | 本体付属                                                                                   |
| OXY-008 | ゲームボーイミクロ専用 通信ケーブル       | 1,400円 | 従来品のAGB-005とはコネクタが異なる。                                                      |
| OXY-009 | ゲームボーイミクロ専用 変換コネクタ       | 800円   | ミクロ専用の通信コネクタを従来のタイプに変換。 ただし、AGB-005の接続ボックスには接続不可。 |

## CM
TVCMは全部で10種類存在する。出演者3人とも初めて触れ、台本なしで撮影された。
妻夫木聡
楽屋で本機を渡されると、「これ何すか？」「これアドバンスができるんすか？」と疑問を持ちつつもスーパーマリオブラザーズをプレイするというもの。
木村カエラ
本機を渡されると、「うぉ、小っちゃ」「かわいいですね」と感想を述べ、ドクターマリオ&パネルでポンをプレイするというもの。
宮藤官九郎
マリオテニスをプレイする。
ファミコンバージョン
ナレーションはなく、ファミコンのコントローラを持った両手が次第に画面が切り替わっていき、本機のファミコンバージョンを持ってスーパーマリオブラザーズをプレイしている状態になるというもの。

## 反響
ゲームボーイアドバンスSP以前の機種で使用可能だった周辺機器が全て利用できなくなり、ゲームボーイ用ソフトが遊べなくなったのにもかかわらず、価格はゲームボーイアドバンスSPや初代ゲームボーイアドバンスより高かった。価格による影響もあるためか、販売台数は伸び悩み、本機発売を機に生産を中止していたゲームボーイアドバンスSPの生産が再開された。
発売後の日本国内の売上に関して、2006年の第3四半期ではゲームボーイアドバンスSPが35万台であるのに対して、ゲームボーイミクロが57万台と僅かに上回る程度であり、ゲームボーイアドバンスと互換性のあるニンテンドーDSに至っては358万台とゲームボーイミクロを大幅に上回っていた。世界的に見れば、ゲームボーイミクロの182万台に対して、ゲームボーイアドバンスSPが561万台、ニンテンドーDSが916万台であり、ゲームボーイミクロの低調さは明らかであった。
結果、ゲームボーイシリーズは本機をもって終了し、その後継としてニンテンドーDSシリーズが展開されていった。
一方で本機のデザインはチープさを払拭して存在感があるとして2006年度のグッドデザイン賞を受賞した。